# Juan Rincón Maguregui
Juan Rincón Maguregui, alias Naparrete, fue un pelotari español.

## Biografía
Se desempeñaba como zaguero. Aparece descrito en Carácter y vida íntima de los principales pelotaris (1894), de Benito Mariano Andrade, con las siguientes palabras:

Es uno de los pelotaris que con más seguridad y vista juegan en la zaga; generalmente causa grima su pasmosa facilidad en devolver pelotas, y en un monotono movimiento, que ni es feo ni bonito, sucio ni limpio, engancha con frescura y aplomo lo mismo de revés que de revés-aire. Han corrido muchas especies con respecto al juego de este muchacho: quien cree que juega más que nadie, y que cuando hace mala faena merece censuras sin consideración; yo no creo tanto, pero sí afirmo que no sé á qué obedece en muchas ocasiones el no colocarse á la pelota, el pifiar...
(Andrade, 1894, p. 47)

Antonio Peña y Goñi,  en La pelota y los pelotaris (1892), añadía que «llama la atención y tiene simpatías por su seguridad en los reveses».